# Museo Geológico de Burundi
El Museo Geológico de Burundi está situado en la capital del país, Buyumbura.